# Municipio de Oliver (condado de Mifflin)
El municipio de Oliver  (en inglés: Oliver Township) es un municipio ubicado en el condado de Mifflin en el estado estadounidense de Pensilvania. En el año 2000 tenía una población de 2.060 habitantes y una densidad poblacional de 23.0 personas por km².

## Geografía
El municipio de Oliver se encuentra ubicado en las coordenadas 40°32′00″N 77°41′59″O / 40.53333, -77.69972.

## Demografía
Según la Oficina del Censo en 2000 los ingresos medios por hogar en la localidad eran de $34,583 y los ingresos medios por familia eran $41,286. Los hombres tenían unos ingresos medios de $31,678 frente a los $18,047 para las mujeres. La renta per cápita para la localidad era de $16,938. Alrededor del 8,9% de la población estaban por debajo del umbral de pobreza.